# Manuel Duran i Bas
Manuel Duran i Bas (en catalan) ou Manuel Durán y Bas (en castillan), né à Barcelone le 29 novembre 1823 et mort dans la même ville le 10 février 1907 est un juriste et homme politique espagnol. Membre du Parti conservateur, il fut ministre de la Grâce et de la Justice d'un gouvernement présidé par Francisco Silvela durant la régence de Marie-Christine d'Autriche en 1899.